# 展玉

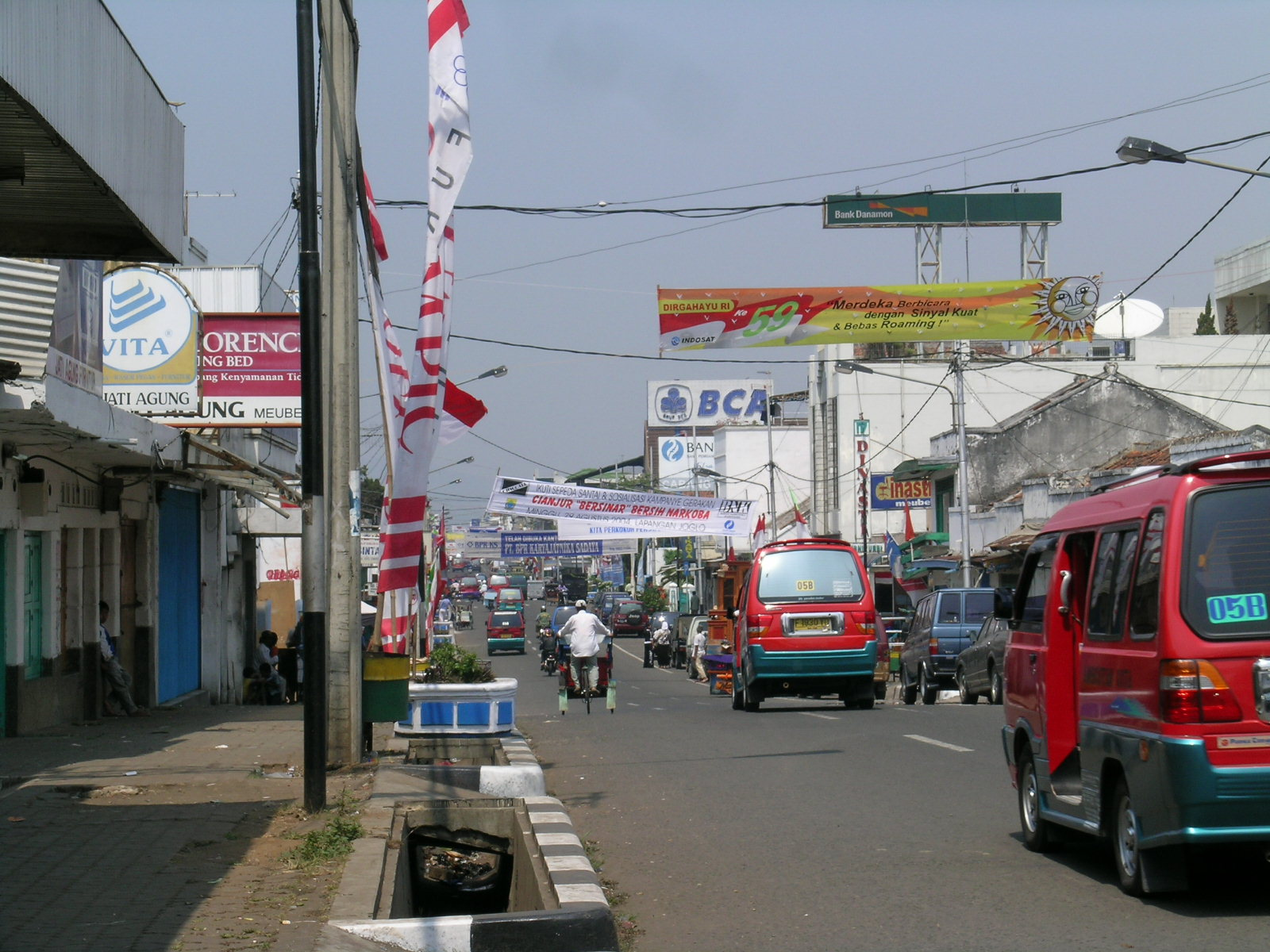

展玉是印度尼西亞的城市，由西爪哇省負責管轄，位於該國東南部爪哇島西部，始建於1677年，距離首府巴東60公里，面積3,432.96平方公里，2007年人口2,149,121，人口密度為每平方公里626.03人。